# Kim Jo-sun
Kim Jo-Sun, född 13 juni 1975, är en kvinnlig idrottare från Sydkorea, som tävlade i olympiska sommarspelen 1996 i Atlanta, där hon tävlade i bågskytte. Hon tog där guldmedalj tillsammans med Kim Kyung-Wook och Yoon Hye-Young i damernas lagdisciplin.